# Кубок Польши по волейболу среди мужчин
Кубок Польши по волейболу среди мужчин — ежегодное соревнование мужских волейбольных команд Польши. Проводится с 1932 года (кроме 1937—1949, 1956—1959, 1962—1969 и 1980). Является вторым по значимости национальным волейбольным турниром после чемпионата страны.

## Формула соревнований
Розыгрыш Кубка Польши состоит из многоступенчатого предварительного раунда и финальной стадии.
В финальной стадии участвуют 8 лучших команд по итогам предварительного раунда. Проводится она в одном городе в формате финала восьми (четвертьфинал, полуфинал и финал).
В финале последнего розыгрыша (2023) команда ЗАКСА (Кендзежин-Козле) победила «Ястшембский Венгель» (Ястшембе-Здруй) — 3:0.

## Победители
| - 1932 ЛКС Лодзь - 1933 «Сокол» Львов - 1934 АЗС Варшава - 1935 «Краковия» Краков - 1936 ИМКА Краков - 1950 АЗС Варшава - 1951 АЗС Варшава - 1952 «Легия» Варшава - 1953 АЗС-АВФ Варшава - 1954 АЗС-АВФ Варшава - 1955 АЗС-АВФ Варшава - 1960 «Гурник» Катовице - 1961 «Легия» Варшава - 1970 АЗС Ольштын - 1971 АЗС Ольштын - 1972 АЗС Ольштын - 1973 «Бескид» Андрыхув - 1974 «Хутник» Краков - 1975 «Ресовия» Жешув - 1976 «Сталь» Мелец - 1977 «Познания» Познань - 1978 «Бескид» Андрыхув - 1979 «Ресурса» Лодзь - 1981 «Гвардия» Вроцлав - 1982 АЗС Ольштын - 1983 «Ресовия» Жешув - 1984 «Легия» Варшава - 1985 «Пломен Миловице» Сосновец - 1986 «Легия» Варшава - 1987 «Ресовия» Жешув - 1988 «Хутник» Краков - 1989 АЗС Ольштын - 1990 «Хутник» Краков | - 1991 АЗС Ольштын - 1992 АЗС Ольштын - 1993 «Хелмец» Валбжих - 1994 «Комфорт» Полице - 1995 «Влукняж» Бельско-Бяла - 1996 «Сталь» Ныса - 1997 «Стилон» Гожув-Велькопольский - 1998 АЗС Ченстохова - 1999 «Варка Чарни» Радом - 2000 «Мостосталь Азоты» Кендзежин-Козле - 2001 «Мостосталь Азоты» Кендзежин-Козле - 2002 «Мостосталь Азоты» Кендзежин-Козле - 2003 «Польска Энергия» Сосновец - 2004 «Польска Энергия» Сосновец - 2005 «Скра» Белхатув - 2006 «Скра»Белхатув - 2007 «Скра» Белхатув - 2008 АЗС Ченстохова - 2009 «Скра» Белхатув - 2010 «Ястшембский Венгель» Ястшембе-Здруй - 2011 «Скра» Белхатув - 2012 «Скра»» Белхатув - 2013 ЗАКСА Кендзежин-Козле - 2014 ЗАКСА Кендзежин-Козле - 2015 «Трефи» Гданьск - 2016 «Скра»» Белхатув - 2017 ЗАКСА Кендзежин-Козле - 2018 «Трефл» Гданьск - 2019 ЗАКСА Кендзежин-Козле - 2021 ЗАКСА Кендзежин-Козле - 2022 ЗАКСА Кендзежин-Козле - 2023 ЗАКСА Кендзежин-Козле - 2024 «Варта» Заверце |